# Wereldkampioenschap superbike van Silverstone 2004
Het wereldkampioenschap superbike van Silverstone 2004 was de zesde ronde van het wereldkampioenschap superbike en het wereldkampioenschap Supersport 2004. De races werden verreden op 13 juni 2004 op Silverstone nabij Silverstone, Verenigd Koninkrijk.

## Superbike

### Race 1
| Pos | Nr  | Rijder               | Constructeur | Rondes | Tijd        | Grid | Punten |
| --- | --- | -------------------- | ------------ | ------ | ----------- | ---- | ------ |
| 1   | 41  | Noriyuki Haga        | Ducati       | 20     | 38:43.657   | 3    | 25     |
| 2   | 17  | Chris Vermeulen      | Honda        | 20     | +0.150      | 2    | 20     |
| 3   | 7   | Pierfrancesco Chili  | Ducati       | 20     | +6.583      | 16   | 16     |
| 4   | 24  | Garry McCoy          | Ducati       | 20     | +27.263     | 11   | 13     |
| 5   | 91  | Leon Haslam          | Ducati       | 20     | +27.580     | 5    | 11     |
| 6   | 99  | Steve Martin         | Ducati       | 20     | +27.606     | 8    | 10     |
| 7   | 4   | Troy Corser          | Petronas     | 20     | +32.321     | 6    | 9      |
| 8   | 20  | Marco Borciani       | Ducati       | 20     | +38.956     | 9    | 8      |
| 9   | 5   | Piergiorgio Bontempi | Suzuki       | 20     | +39.293     | 18   | 7      |
| 10  | 8   | Ivan Clementi        | Kawasaki     | 20     | +48.255     | 14   | 6      |
| 11  | 12  | Warwick Nowland      | Suzuki       | 20     | +1:16.875   | 21   | 5      |
| 12  | 23  | Jiří Mrkývka         | Ducati       | 20     | +1:29.690   | 20   | 4      |
| 13  | 16  | Sergio Fuertes       | Suzuki       | 20     | +1:30.546   | 23   | 3      |
| 14  | 50  | Miguel Praia         | Ducati       | 20     | +2:00.074   | 22   | 2      |
| DNF | 55  | Régis Laconi         | Ducati       | 17     | Ongeluk     | 1    |        |
| DNF | 6   | Mauro Sanchini       | Kawasaki     | 15     | Ongeluk     | 12   |        |
| DNF | 69  | Gianluca Nannelli    | Ducati       | 12     | Uitgevallen | 15   |        |
| DNF | 52  | James Toseland       | Ducati       | 11     | Ongeluk     | 4    |        |
| DNF | 9   | Chris Walker         | Petronas     | 7      | Ongeluk     | 13   |        |
| DNF | 48  | David García         | Ducati       | 3      | Uitgevallen | 17   |        |
| DNF | 100 | James Ellison        | Yamaha       | 2      | Ongeluk     | 7    |        |
| DNF | 19  | Lucio Pedercini      | Ducati       | 1      | Ongeluk     | 10   |        |
| DNF | 25  | Alessio Velini       | Yamaha       | 1      | Uitgevallen | 19   |        |

### Race 2
| Pos | Nr  | Rijder               | Constructeur | Rondes | Tijd        | Grid | Punten |
| --- | --- | -------------------- | ------------ | ------ | ----------- | ---- | ------ |
| 1   | 17  | Chris Vermeulen      | Honda        | 20     | 38:35.608   | 2    | 25     |
| 2   | 41  | Noriyuki Haga        | Ducati       | 20     | +0.228      | 3    | 20     |
| 3   | 55  | Régis Laconi         | Ducati       | 20     | +6.155      | 1    | 16     |
| 4   | 91  | Leon Haslam          | Ducati       | 20     | +20.895     | 5    | 13     |
| 5   | 52  | James Toseland       | Ducati       | 20     | +27.504     | 4    | 11     |
| 6   | 99  | Steve Martin         | Ducati       | 20     | +28.491     | 8    | 10     |
| 7   | 100 | James Ellison        | Yamaha       | 20     | +32.668     | 7    | 9      |
| 8   | 24  | Garry McCoy          | Ducati       | 20     | +33.518     | 11   | 8      |
| 9   | 4   | Troy Corser          | Petronas     | 20     | +36.312     | 6    | 7      |
| 10  | 8   | Ivan Clementi        | Kawasaki     | 20     | +38.114     | 14   | 6      |
| 11  | 20  | Marco Borciani       | Ducati       | 20     | +41.206     | 9    | 5      |
| 12  | 9   | Chris Walker         | Petronas     | 20     | +41.536     | 13   | 4      |
| 13  | 6   | Mauro Sanchini       | Kawasaki     | 20     | +52.325     | 12   | 3      |
| 14  | 5   | Piergiorgio Bontempi | Suzuki       | 20     | +1:04.719   | 18   | 2      |
| 15  | 19  | Lucio Pedercini      | Ducati       | 20     | +1:13.860   | 10   | 1      |
| 16  | 23  | Jiří Mrkývka         | Ducati       | 20     | +1:30.570   | 20   |        |
| DNF | 12  | Warwick Nowland      | Suzuki       | 19     | Ongeluk     | 21   |        |
| DNF | 16  | Sergio Fuertes       | Suzuki       | 19     | Ongeluk     | 23   |        |
| DNF | 50  | Miguel Praia         | Ducati       | 18     | Uitgevallen | 22   |        |
| DNF | 69  | Gianluca Nannelli    | Ducati       | 6      | Uitgevallen | 15   |        |
| DNF | 7   | Pierfrancesco Chili  | Ducati       | 5      | Ongeluk     | 16   |        |
| DNF | 48  | David García         | Ducati       | 3      | Uitgevallen | 17   |        |
| DNF | 25  | Alessio Velini       | Yamaha       | 1      | Uitgevallen | 19   |        |

## Supersport
| Pos | Nr | Rijder                   | Constructeur | Rondes | Tijd           | Grid | Punten |
| --- | -- | ------------------------ | ------------ | ------ | -------------- | ---- | ------ |
| 1   | 99 | Fabien Foret             | Yamaha       | 19     | 37:33.642      | 2    | 25     |
| 2   | 31 | Karl Muggeridge          | Honda        | 19     | +0.043         | 1    | 20     |
| 3   | 23 | Broc Parkes              | Honda        | 19     | +0.303         | 5    | 16     |
| 4   | 57 | Lorenzo Lanzi            | Ducati       | 19     | +0.763         | 8    | 13     |
| 5   | 11 | Kevin Curtain            | Yamaha       | 19     | +2.598         | 4    | 11     |
| 6   | 4  | Jurgen van den Goorbergh | Yamaha       | 19     | +3.429         | 6    | 10     |
| 7   | 48 | Pere Riba                | Kawasaki     | 19     | +9.255         | 3    | 9      |
| 8   | 16 | Sébastien Charpentier    | Honda        | 19     | +9.448         | 7    | 8      |
| 9   | 8  | Alessio Corradi          | Honda        | 19     | +20.385        | 9    | 7      |
| 10  | 2  | Stéphane Chambon         | Suzuki       | 19     | +20.605        | 12   | 6      |
| 11  | 76 | Max Neukirchner          | Honda        | 19     | +20.975        | 18   | 5      |
| 12  | 81 | Craig Jones              | Triumph      | 19     | +30.323        | 19   | 4      |
| 13  | 15 | Matteo Baiocco           | Yamaha       | 19     | +35.561        | 14   | 3      |
| 14  | 45 | Sébastien Le Grelle      | Honda        | 19     | +35.888        | 15   | 2      |
| 15  | 24 | Matthieu Lagrive         | Suzuki       | 19     | +36.391        | 17   | 1      |
| 16  | 18 | Denis Sacchetti          | Honda        | 19     | +1:07.470      | 25   |        |
| 17  | 95 | Eli Chen                 | Honda        | 18     | +1 ronde       | 26   |        |
| DNF | 22 | Stefano Cruciani         | Kawasaki     | 18     | Uitgevallen    | 20   |        |
| DNF | 37 | Katsuaki Fujiwara        | Suzuki       | 10     | Uitgevallen    | 11   |        |
| DNF | 20 | Vittorio Iannuzzo        | Suzuki       | 9      | Uitgevallen    | 21   |        |
| DNF | 25 | Giovanni Bussei          | Ducati       | 6      | Ongeluk        | 13   |        |
| DNF | 19 | Walter Tortoroglio       | Suzuki       | 6      | Uitgevallen    | 23   |        |
| DNF | 93 | Christian Kellner        | Yamaha       | 6      | Uitgevallen    | 16   |        |
| DNF | 96 | Dean Ellison             | Honda        | 5      | Ongeluk        | 24   |        |
| DNF | 72 | Arne Tode                | Yamaha       | 4      | Schade ongeluk | 22   |        |
| DNF | 78 | Luke Quigley             | Suzuki       | 1      | Ongeluk        | 10   |        |

## Tussenstanden na wedstrijd

### Superbike
| Pos | Nr | Rijder              | Team   | Punten |
| --- | -- | ------------------- | ------ | ------ |
| 1   | 55 | Régis Laconi        | Ducati | 171    |
| 2   | 52 | James Toseland      | Ducati | 168    |
| 3   | 41 | Noriyuki Haga       | Ducati | 139    |
| 4   | 17 | Chris Vermeulen     | Honda  | 137    |
| 5   | 7  | Pierfrancesco Chili | Ducati | 129    |

### Supersport
| Pos | Nr | Rijder                   | Team   | Punten |
| --- | -- | ------------------------ | ------ | ------ |
| 1   | 31 | Karl Muggeridge          | Honda  | 107    |
| 2   | 4  | Jurgen van den Goorbergh | Yamaha | 92     |
| 3   | 23 | Broc Parkes              | Honda  | 69     |
| 4   | 11 | Kevin Curtain            | Yamaha | 58     |
| 5   | 99 | Fabien Foret             | Yamaha | 55     |

2002 · 2003 · 2004 · 2005 · 2006 · 2007 · 2010 · 2011 · 2012 · 2013